# Zora acuminata
Espèce
Zora acuminata est une espèce d'araignées aranéomorphes de la famille des Miturgidae.

## Distribution
Cette espèce est endémique des monts Baihua dans la municipalité de Pékin en Chine,.

## Description
Le mâle holotype mesure 3,47 mm et la femelle paratype 3,98 mm
.

## Publication originale
- Zhu & Zhang, 2006 : A new species of the genus Zora from China (Araneae: Zoridae). Zootaxa, no 1349, p. 47-51.